# Biserica Adormirea Maicii Domnului din Zalău
Biserica Adormirea Maicii Domnului din Zalău a fost construită de comunitatea greco-catolică din Zalău la începutul anilor 1930 și sfințită de episcopul Valeriu Traian Frențiu în data de 9 septembrie 1934.

## Istoric
Inițiativa construirii lăcașului a aparținut protopopului Traian Trufaș (1882-1931), fost membru în Marele Sfat Național Român. Construcția bisericii a început în primăvara anului 1930, când protopopul Trufaș adunase suma de 3,5 milioane de lei pentru edificarea lăcașului. Fundația bisericii a fost sfințită în data de 13 iunie 1930, într-o slujbă oficiată de canonicul Dionisie Vaida (tatăl ministrului Alexandru Vaida-Voevod), delegat de episcopul Iuliu Hossu, împreună cu un sobor de preoți.
În data de 28 august 1930, în urma noii arondări a eparhiilor, parohia Zalău a fost transferată de la Episcopia de Gherla la Episcopia de Oradea Mare.
Lucrările la biserică au fost continuate după decesul lui Traian Trufaș de noul protopop, Aurel Ghilea (1890-1962). Episcopul Valeriu Traian Frențiu a sfințit altarul bisericii în data de 8 septembrie 1934, iar pe 9 septembrie 1934 (într-o zi de duminică) a sfințit biserica și a hirotonit în ea doi preoți.
Protopopul Ghilea a fost arestat în data de 31 decembrie 1947, iar episcopul Valeriu Traian Frențiu în data de 28 octombrie 1948. Biserica a fost dată în folosința Bisericii Ortodoxe Române, care după 1990 a refuzat retrocedarea ei.
În anul 2021 episcopul ortodox Petroniu Florea l-a numit protopop la această biserică pe preotul Florian Vid. În contextul scandalului de corupție care a dus la demisia episcopului Florea în anul 2025 a ieșit la iveală și nemulțumirea față de protopopul Vid.